# Хаберман, Алисе Яновна
Алисе (Алисе-Анна) Яновна Хаберман (эст. Alice-Anna Haberman, в девичестве Курруск (эст. Kurrusk); 24 ноября 1905—1993) — преподаватель, депутат Верховного совета СССР 1-го созыва.

## Биография
По состоянию на 1941 год работала учительницей. 12 января 1941 года в результате довыборов избрана депутатом Верховного совета СССР[уточнить] 1-го созыва от Тартуского южного округа.
В 1945 году — сотрудница Государственного литературного музея, также занимала должность директора этого музея. Была соавтором эстонских учебников немецкого языка, участвовала в переводах произведений А. С. Пушкина на эстонский язык. По состоянию на 1965 год, работала преподавателем Тартуского государственного университета. В 1965 году награждена почётной грамотой Президиума Верховного Совета Эстонской ССР как активная участница борьбы за установление советской власти в Эстонии.

## Семья
Муж, Харальд Хаберман (1904—1986) — энтомолог, гидробиолог и политический деятель, в 1940 году руководил Службой внутренней безопасности Эстонии. Сын Хенн Хаберман (1935—1991) — ихтиолог и гидробиолог; дочь Эви Паду (Хаберман) (род. 1944) — физиолог растений.